# Bleyen-Genschmar

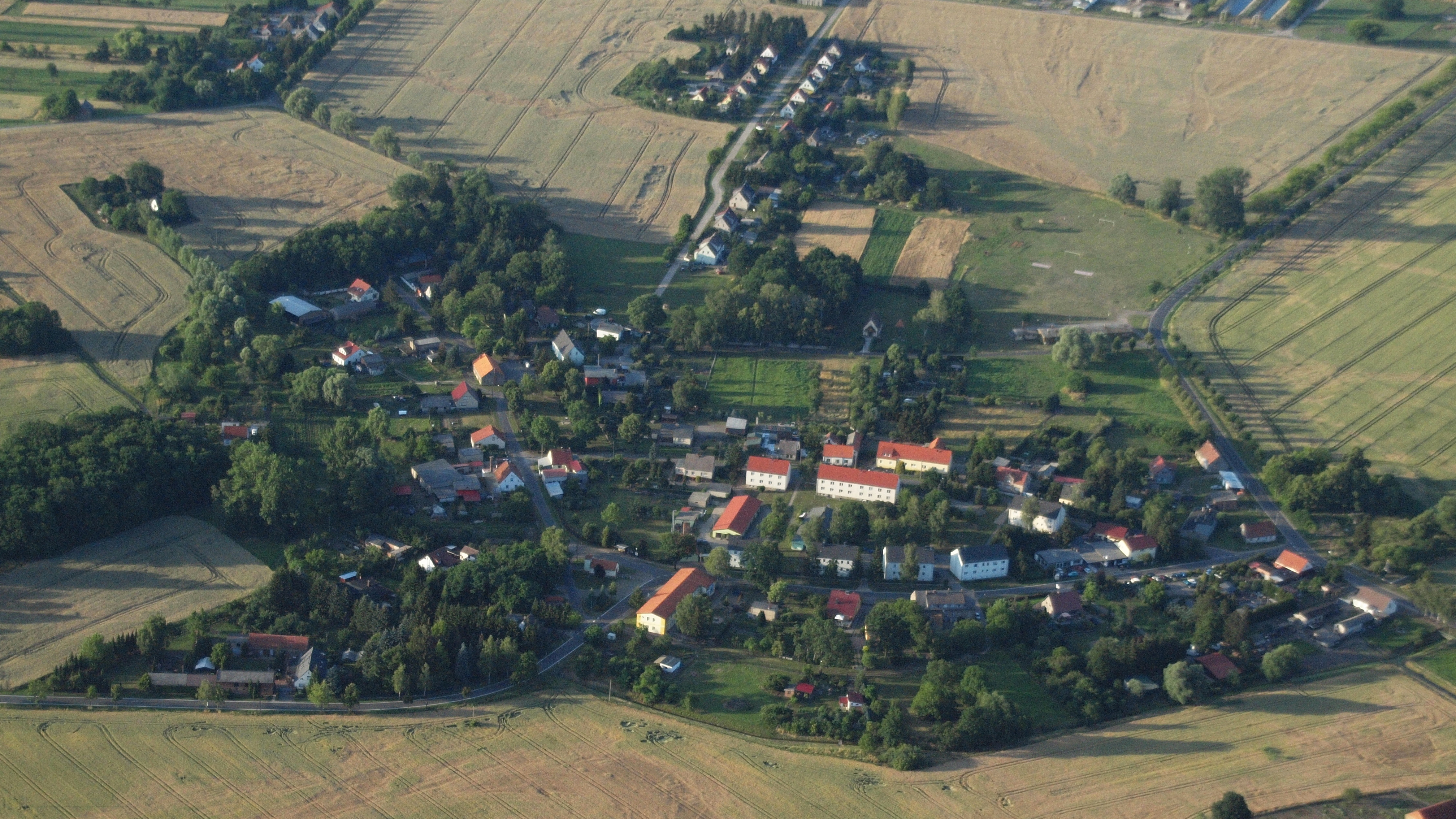
Luftaufnahme Genschmar

Bleyen-Genschmar ist eine zum Amt Golzow gehörende Gemeinde im Landkreis Märkisch-Oderland in Brandenburg (Deutschland).

## Geografie
Das Gemeindegebiet liegt im östlichen Oderbruch entlang der Oder, die hier die Grenze zwischen Deutschland und Polen bildet.

## Gemeindegliederung
|  | Der Ortsteil Bleyen besteht aus den bewohnten Gemeindeteilen Altbleyen, Neubleyen, Drewitz Ausbau und Schaumburg.                         |
|  | Der Ortsteil Genschmar besteht aus den bewohnten Gemeindeteilen Genschmar, Genschmarer Loose, Henriettenhof, Nieschen und Wilhelminenhof. |

## Geschichte
Die Gemeinde entstand in ihrer gegenwärtigen Ausdehnung am 31. Dezember 2001 aus dem freiwilligen Zusammenschluss der bis dahin selbstständigen Gemeinden Bleyen und Genschmar.
Genschmar wurde 1405 gegründet. Es gehörte bis 1952 zum Landkreis Lebus, Alt Bleyen und Neu Bleyen hingegen bis 1945 zum Landkreis Königsberg Nm. in der hauptsächlich östlich der Oder gelegenen Neumark. Alt Bleyen und Neu Bleyen wurden am 1. Januar 1946 zur Gemeinde Bleyen zusammengeschlossen.
Alt Bleyen und Neu Bleyen gehörten seit 1817 zum Kreis Königsberg/Neumark, Genschmar zum Kreis Lebus in der Provinz Brandenburg. Ab 1952 gehörten die Gemeinden zum Kreis Seelow im DDR-Bezirk Frankfurt (Oder). Seit 1993 liegen sie im brandenburgischen Landkreis Märkisch-Oderland.

## Bevölkerungsentwicklung
| Jahr | Bleyen | Genschmar |      | Jahr | Bleyen- Genschmar |      | Jahr | Bleyen- Genschmar |
| ---- | ------ | --------- | ---- | ---- | ----------------- | ---- | ---- | ----------------- |
| 1946 | 475    | 527       | 2001 | 589  |                   | 2021 | 428  |                   |
| 1950 | 520    | 599       | 2005 | 557  |                   | 2022 | 415  |                   |
| 1971 | 411    | 564       | 2010 | 487  |                   | 2023 | 407  |                   |
| 1990 | 286    | 381       | 2015 | 468  |                   | 2024 | 415  |                   |
| 1995 | 235    | 341       | 2020 | 446  |                   |      |      |                   |
| 2000 | 253    | 338       |      |      |                   |      |      |                   |
|      |        |           |      |      |                   |      |      |                   |

Gebietsstand des jeweiligen Jahres, Einwohnerzahl: Stand 31. Dezember (ab 1991), ab 2011 auf Basis des Zensus 2011, ab 2022 auf Basis des Zensus 2022

## Politik

### Gemeindevertretung
Die Gemeindevertretung von Bleyen-Genschmar besteht aus acht Gemeindevertretern und dem ehrenamtlichen Bürgermeister. Die Kommunalwahl am 9. Juni 2024 führte zu folgendem Ergebnis:
| Partei / Wählergruppe             | Stimmenanteil 2024 | Sitze 2024 | Stimmenanteil 2019 | Sitze 2019 |
| --------------------------------- | ------------------ | ---------- | ------------------ | ---------- |
| Brandschutzgruppe Genschmar       | 52,5 %             | 5          | 55,2 %             | 5          |
| Freunde des Angelsports           | 35,0 %             | 2          | 29,3 %             | 2          |
| CDU                               | 12,5 %             | 1          | 10,9 %             | 1          |
| Einzelbewerberin Manuela Kutscher | –                  | –          | 04,6 %             | –          |

### Bürgermeister
- 2003–2014: Heinz Wilke (SPD)[12]
- seit 2014: Dirk Hundertmark (Wählergruppe Brandschutzgruppe Genschmar)[13]

Hundertmark wurde in der Bürgermeisterwahl am 9. Juni 2024 mit 87,0 % der gültigen Stimmen für eine Amtszeit von fünf Jahren gewählt.

## Verkehr
Bleyen-Genschmar liegt an der Landesstraße L 333 nach Golzow und an der Kreisstraße K 6404 nach Gorgast.

## Persönlichkeiten
- Erich Paterna (1897–1982), Historiker, in Genschmar geboren